# Extreme Niederschläge in Bolivien im Januar 2014
Im Januar 2014 ereignete sich in Bolivien ein extremes Niederschlagereignis, in dessen Verlauf 45 Menschen starben.
Die seit Oktober 2013 andauernde Regenzeit war eine der stärksten überhaupt. In der Stadt Rurrenabaque fiel allein am 25. Januar 243 mm Regen, davon 142 mm innerhalb von 6 Stunden. Über den gesamten Monat Januar betrachtet hatte Rurrenabaque mit 867 mm Regen gegenüber dem klimatologischen Mittel die 2,5-fache Menge an Niederschlag. Das Nationale bolivianische Amt für Meteorologie löste am 24. Januar für folgende Departamentos den Roten Alarm aus: Santa Cruz, La Paz, Cochabamba und Beni. Am schwersten war das Departamento Beni betroffen, es meldete zehn Tote, gefolgt von La Paz und Cochabamba. In den betroffenen Regionen mangelte es an Trinkwasser, Medikamenten und Zelten. Die bolivianischen Streitkräfte setzten Flugzeuge ein, um abgeschnittene Gebiete zu versorgen. Der Präsident Boliviens rief am 27. Januar den Notstand aus. Die Regierung stellte am 29. Januar 2014 eine Soforthilfe von 3,5 Millionen Dollar zur Verfügung.
303 Schulen wurden geschlossen und etwa 700 Gebäude sowie zahlreiche Straßen und Brücken wurden beschädigt. Etwa 100.000 Rinder wurden vom Unwetter erfasst und 6000 Hektar Getreideanbaufläche – also 0,2 % der dafür verwendeten Fläche in Bolivien – zerstört.